# Arnulfo Hernández
Arnulfo Hernández Zarazúa (ur. 31 grudnia 1903 w Rioverde, zm. 19 stycznia 1991 w Meksyku) – meksykański strzelec, olimpijczyk.
Startował na igrzyskach olimpijskich w 1932 roku (Los Angeles). Wystąpił tylko w strzelaniu z pistoletu szybkostrzelnego z odl. 25 m, w którym zajął siódme miejsce ex aequo z czterema zawodnikami.

## Wyniki olimpijskie
| Igrzyska | Konkurencja                        | Wynik               | Miejsce    | Źródło |
| -------- | ---------------------------------- | ------------------- | ---------- | ------ |
| IO 1932  | Pistolet szybkostrzelny, 25 metrów | 29 punktów (18-6-5) | 7T (na 18) | [ 2 ]  |